# 小倉純二
小倉 純二（おぐら じゅんじ、1938年8月14日 - ）は、日本サッカー協会 (JFA) 第12代会長。日本サッカー界の国際的な渉外活動を長年にわたり引き受ける。またプレーヤーとしての経験が皆無でありながらも日本サッカー協会の首脳部入りした異色の経歴も持つ。2002年から2011年まで国際サッカー連盟 (FIFA) 理事およびアジアサッカー連盟 (AFC) 理事を務めた。

## 経歴
- 1938年 - 東京都杉並区に生まれる。
- 1957年 - 東京都立西高等学校卒業。
- 1962年 - 早稲田大学第一政治経済学部卒業。
- 1962年 - 古河電工入社
  - 当時古河電工の社宅は三ツ沢公園球技場のまん前にあった。そこから三ツ沢で練習しているサッカー部を見ているうちに次第に興味を持ち始め、サッカー部の運営を手伝うようになった。
  - 小倉はサッカーで入社した他の日本サッカーリーグ、日本サッカー協会のスタッフよりも事務的な経験が多かったため、財務委員などの仕事を任された。
- 1981年 - 古河電工ロンドン支社に転勤になると国際委員として活動した。
  - 小倉が「国際派」となるのは、当時日本サッカー協会の専務理事だった長沼健に「日本サッカー協会国際委員（在ロンドン）」と書かれた名刺を渡されてからである[1]。
  - 同時期のキリンカップではナショナルチームではなく、クラブチームを招待することが多かったが、これらヨーロッパのクラブチームを日本に招待するために尽力した。
- 1991年 - Jリーグ開幕と、それに伴う日本サッカー協会の組織改革により小倉は古河電工を退社することになったが、Jリーグ発足に伴う古河電工サッカー部の態度表明が不確定であった。これは古河電工がBtoBの企業であり、対消費者向けの宣伝広告費としてクラブ運営費を拠出しにくかったことによる。小倉は古河電工と取引関係のあったJR東日本に共同出資によるクラブ運営を打診。JR東日本もこれを快諾したため古河電工サッカー部は東日本JR古河サッカークラブ（現在のジェフユナイテッド市原・千葉）としてJリーグに参加することが決まった。
- 1994年 - AFC理事に就任。Jリーグ開幕以降はワールドカップ2002年大会の招致活動が主な仕事になった。これは韓国との共催になったが、小倉はこの際のAFC、FIFAでの渉外活動を取り仕切った。
- 1998年 - 日本サッカー協会副会長に就任。2010年まで務めた。
- 2002年 - FIFA理事に就任。この年日本サッカー協会内で人事の刷新が行われ、小倉は専務理事から副会長になった。また渉外活動はジェネラルセクレタリーの平田竹男に任されることになった。
- 2008年 - 東アジアサッカー連盟会長に就任。
- 2010年
  - FIFA功労賞を受賞する。日本人としては、藤田静夫、川淵三郎に続く3人目の受賞者である。
  - 7月25日の日本サッカー協会評議員会および理事会にて犬飼基昭の後を受け、第12代会長に選出される[2]。
  - 2022年FIFAワールドカップ日本招致委員会委員長に就く。
- 2011年 - 定年により、FIFA理事およびアジアサッカー連盟 (AFC) 理事を退任[3]。
- 2011年 - 東アジアサッカー連盟会長を退任。
- 2012年
  - 6月24日 - 定年により、日本サッカー協会 (JFA) 会長を退任し、JFA名誉会長に就任[4]。
  - 6月30日 - 日本フットサル連盟会長に就任。
  - 9月1日 - 日本サッカーミュージアム館長に就任。
- 2013年
  - 4月 - 旭日中綬章受章[5]。
  - 5月3日 - アジアサッカー連盟のAFC功労賞シルバースターアワードを受賞した[6]。
  - 8月 - 第10回日本サッカー殿堂入り。
- 2016年
  - 3月 - 日本サッカー協会最高顧問に就任。
  - 4月 - 日本フットサルリーグ COO に就任[7]。
  - 6月 - FIFAフットサルワールドカップ2020日本招致委員会委員長に就任。

## エピソード
JFA会長に在任中、日本代表やなでしこジャパンの試合がある際には、必ずJFAハウス近くのとんかつ店で食事をするという験担ぎを行うのが恒例だった。2011年9月には男子のW杯3次予選・女子のロンドン五輪予選の日程が被り、5日間で4回とんかつを食べることになったが、それにもめげず験担ぎを続行した。FIFAバロンドールの前日は現地にとんかつ店がなかったため代わりにシュニッツェルを食べた。
2012年、国立競技場の建設に関するデザインコンペの審査委員と有識者会議委員に、スポーツWG座長として参加。サッカーW杯の日本初単独開催に向けて、常設8万人の条件の達成、可動席などによる臨場感のある世界標準のスタジアムの実現に向け、尽力した。コンペ最終審査では、「開閉式屋根」という応募条件の下、芝育成（人工芝の可否も）についても議論した（議事録13頁）。
息子の小倉敦生は2012年からタイのチョンブリーFCの営業・広報マネージャーを務めている。また、西野朗がタイ代表監督に就任するにあたってコーディネーターとしてスタッフ入りしている。

## 著作
- 『サッカーの国際政治学』 講談社現代新書　2004　ISBN 4061497308

## 脚註
1. ↑  日本サッカー協会・小倉新会長への期待と課題 ：日本経済新聞
2. ↑  小倉純二副会長が第12代会長に就任 日本サッカー協会公式サイト 2010年7月25日閲覧
3. ↑  Ｗ杯開催地、２０８協会で選考…ＦＩＦＡ承認 読売新聞、2011年6月2日
4. ↑  サッカー協会24日に大仁会長誕生へ-日刊スポーツ2012年6月22日
5. ↑  “「頑張らないで、一所懸命…」倍賞千恵子に旭日小綬章”.  スポーツニッポン (2013年4月29日). 2023年2月7日閲覧。
6. ↑  “AFC功労賞にJFA浅見俊雄顧問ら3人”.   日本サッカー協会 (2013年5月10日). 2013年5月11日閲覧。
7. ↑  ＦリーグCOOに小倉 純二が就任
8. ↑  安堵の小倉会長、とんかつ効果あった - サンケイスポーツ・2011年9月6日
9. ↑  小倉会長の『今日もサッカー日和』 JFA公式サイト・2012年1月16日
10. ↑  国際デザイン競技（第3回）審査委員会 議事録
11. ↑  本多辰成 (2013年12月26日). “チョンブリーＦＣを支える「六人の侍」５／小倉敦生（営業・広報）”.   ANNGLE. 2020年1月31日閲覧。